# フォックスハウンド (犬種)

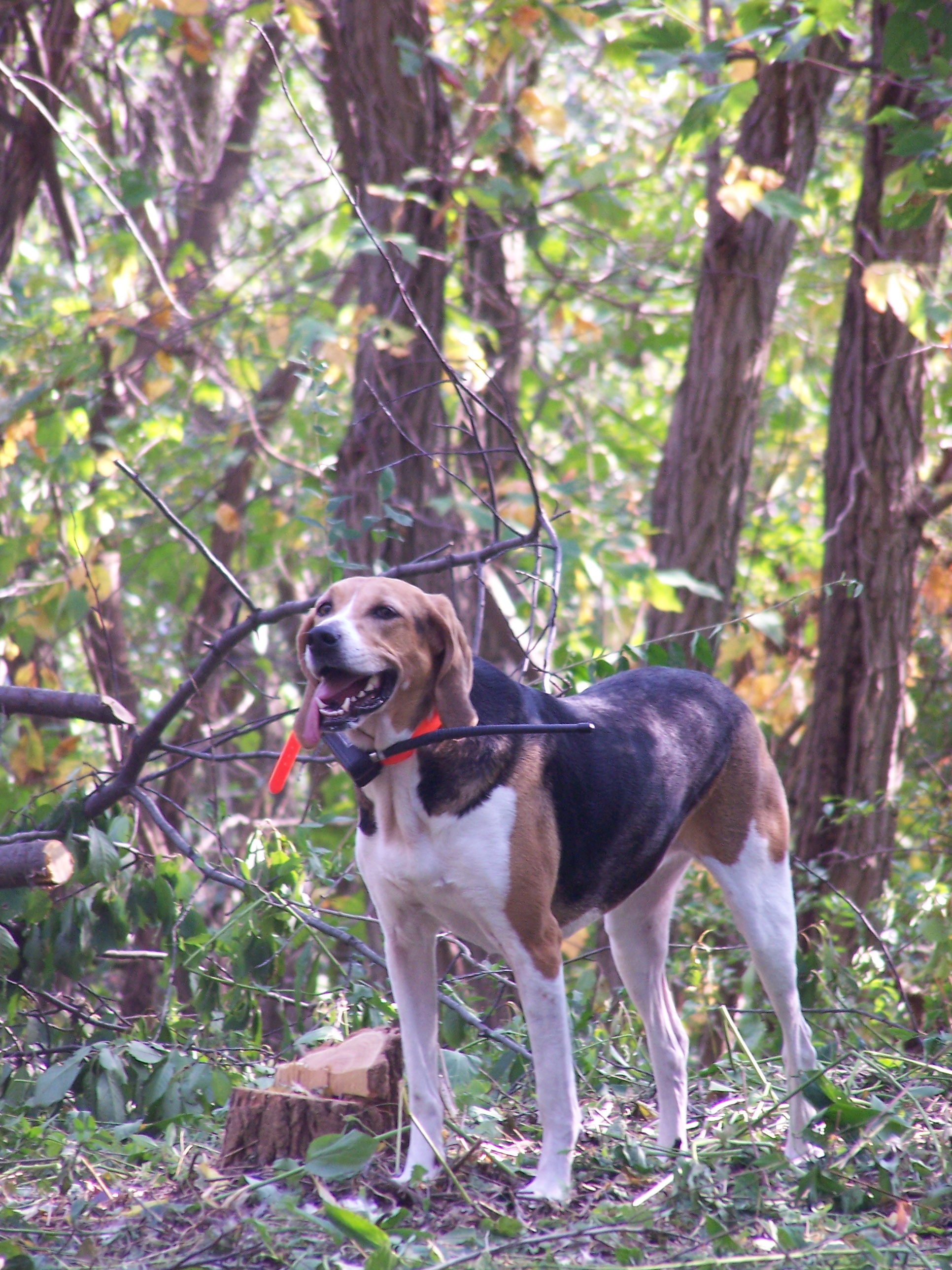
アメリカン・フォックスハウンド

フォックスハウンド（英語: foxhound）は、キツネ狩りに使役することを目的として作出されたセントハウンド犬種のことを指す犬種グループの名称である。
一般的には、世界で最も有名なフォックスハウンド犬種であるイングリッシュ・フォックスハウンドのことを指す。

## 概要
フォックスハウンドはイギリスで興った貴族のスポーツ狩猟であるキツネ狩りに用いるために考案された犬種である。イギリスに土着しているアカギツネという知能の高いキツネを狩るために改良が加えられ、スタミナと集中力、状況判断力が高められて作り出された。
キツネ狩りは雄鹿狩りに代わって興ったスポーツで、発足当時キツネは鹿とは違っていくら獲っても大丈夫であると考えられていた上、害獣であり農民を困らせることがしばしばあったため、スポーツ化して大々的に駆除をすることが考案されて行われるようになった。

## 各国での犬種
キツネ狩りはイギリスだけでなく、イギリスとかかわりのある国などでも行われた。このため、フォックスハウンド犬種はイギリスだけでなくアメリカやアイルランド、フランスなどにも存在している。
イギリスはフォックスハウンド犬種の元祖であるイングリッシュ・フォックスハウンドの原産地として有名である。現在も猟犬としての高い質を保持し続けるように繁殖が行われており、今日もペットやショードッグとしてより実猟犬として飼育されている犬のほうが圧倒的に多い。イギリスにはウェルシュ・フォックスハウンドなど数種のフォックスハウンドタイプの犬種があるが、FCIに公認されているものはイングリッシュ・フォックスハウンドしか存在しない。
アメリカのフォックスハウンドで現在FCIの公認を受けているのはアメリカン・フォックスハウンドで、この種はイギリスから取り寄せられたフォックスハウンドタイプの犬をもとに作り出され、後にイングリッシュ・フォックスハウンドをはじめとする他国のフォックスハウンド犬種の血を取り入れて改良されて今日の姿となった。アメリカにはアメリカン・フォックスハウンドの他、優秀だったある犬をもとに作り出されたジュライ・ハウンド、トリッグ大佐という人物によって生み出されたトリッグ・ハウンド、山中から盗まれた犬をもとに作出されたウォーカー・ハウンドなどをはじめとする数十種のフォックスハウンド犬種が存在している。
アイルランドではイギリスが近いこともあり、イングリッシュ・フォックスハウンドが多く使われていていあまり原産のフォックスハウンドは存在しない。唯一知られているのはアイリッシュ・ハウンドという極めて希少なフォックスハウンドだが、詳細はあまり詳しく知られていない。アイルランドにはFCI公認のフォックスハウンドはいない。
フランスには多数のフォックスハウンド犬種が存在している。しかし、愛好家や専門家によって分類がばらばらであり、種としての区分の仕方は統一が少ないため煩雑している。数種はFCIにより公認犬種として登録されているが、現在もなお分類についての混乱は続いている。公認されているフランス原産のフォックスハウンド犬種はフランセ・トリコロールなどが知られている。